# 宮城県高等学校一覧
| 総数                        | 90校・7分校      |
| 国立                        | 1校・2分校       |
| 公立                        | 70校・5分校      |
| 私立                        | 19校             |
| 教育委員会所在地            | 〒980-8423       |
| 宮城県仙台市青葉区本町3-8-1 |                  |
| 公式サイト                  | 宮城県教育委員会 |

宮城県高等学校一覧（みやぎけん こうとうがっこういちらん）は、宮城県の高等学校および中等教育学校（後期課程）の一覧。
県立高等学校の正式名称は、北海道の公立高等学校や長野県の県立高等学校同様に「立」が付かない「宮城県○○高等学校」になっている。
全日制課程の存在しない高等学校については、定時制は「○○高等学校｛定時制｝」通信制は「○○高等学校｛通信制｝」定時制・通信制共に存在する場合は、定時制表記で記載する。

## 国立高等学校

### 仙台市
- 仙台高等専門学校広瀬キャンパス

### 名取市
- 仙台高等専門学校名取キャンパス

## 公立高等学校・中等教育学校

### 県立高等学校

#### 仙台市

##### 青葉区
- 宮城県宮城第一高等学校
- 宮城県仙台第二高等学校
- 宮城県工業高等学校
- 宮城県第二工業高等学校｛定時制｝
- 宮城県宮城広瀬高等学校

##### 宮城野区
- 宮城県仙台第三高等学校
- 宮城県宮城野高等学校

##### 若林区
- 宮城県仙台第一高等学校
- 宮城県仙台二華高等学校〔中学校併設〕
- 宮城県仙台東高等学校

##### 太白区
- 宮城県仙台三桜高等学校
- 宮城県仙台向山高等学校
- 宮城県仙台南高等学校
- 宮城県仙台西高等学校

##### 泉区
- 宮城県泉高等学校
- 宮城県泉松陵高等学校
- 宮城県泉館山高等学校

#### 石巻市
- 宮城県石巻高等学校
- 宮城県石巻北高等学校
- 宮城県石巻北高等学校飯野川校｛定時制｝
- 宮城県石巻好文館高等学校
- 宮城県石巻工業高等学校
- 宮城県石巻商業高等学校
- 宮城県水産高等学校

#### 塩竈市
- 宮城県塩釜高等学校

#### 気仙沼市
- 宮城県気仙沼高等学校
- 宮城県気仙沼向洋高等学校
- 宮城県本吉響高等学校

#### 白石市
- 宮城県白石高等学校
- 宮城県白石工業高等学校

#### 名取市
- 宮城県名取北高等学校
- 宮城県農業高等学校
- 宮城県美田園高等学校｛通信制｝

#### 角田市
- 宮城県角田高等学校

#### 多賀城市
- 宮城県多賀城高等学校
- 宮城県貞山高等学校

#### 岩沼市
- 宮城県名取高等学校

#### 登米市
- 宮城県佐沼高等学校
- 宮城県登米高等学校
- 宮城県登米総合産業高等学校

#### 栗原市
- 宮城県築館高等学校
  - 宮城県築館高等学校一迫商業キャンパス
- 宮城県迫桜高等学校
- 宮城県岩ヶ崎高等学校

#### 東松島市
- 宮城県石巻西高等学校
- 宮城県東松島高等学校｛定時制｝

#### 大崎市
- 宮城県古川高等学校
- 宮城県古川黎明高等学校〔中学校併設〕
- 宮城県岩出山高等学校
- 宮城県田尻さくら高等学校｛定時制｝
- 宮城県松山高等学校
- 宮城県古川工業高等学校
- 宮城県鹿島台商業高等学校

#### 富谷市
- 宮城県富谷高等学校

#### 刈田郡
- 宮城県白石高等学校蔵王キャンパス（蔵王町）
- 宮城県白石高等学校七ヶ宿校｛定時制｝（七ヶ宿町）

#### 柴田郡
- 宮城県柴田高等学校（柴田町）
- 宮城県村田高等学校（村田町）
- 宮城県大河原産業高等学校（大河原町）
  - 宮城県大河原産業高等学校川崎校（川崎町）

#### 伊具郡
- 宮城県伊具高等学校（丸森町）

#### 亘理郡
- 宮城県亘理高等学校（亘理町）

#### 宮城郡
- 宮城県松島高等学校（松島町）
- 宮城県利府高等学校（利府町）

#### 黒川郡
- 宮城県黒川高等学校（大和町）

#### 加美郡
- 宮城県中新田高等学校（加美町）
- 宮城県加美農業高等学校（色麻町）

#### 遠田郡
- 宮城県涌谷高等学校（涌谷町）
- 宮城県南郷高等学校（美里町）
- 宮城県小牛田農林高等学校（美里町）

#### 本吉郡
- 宮城県南三陸高等学校（南三陸町）

### 市町村立高等学校・中等教育学校
- 仙台市立仙台高等学校（青葉区）
- 仙台市立仙台工業高等学校（宮城野区）
- 仙台市立仙台商業高等学校（泉区）
- 仙台市立仙台青陵中等教育学校（青葉区）
- 仙台市立仙台大志高等学校｛昼間定時制・夜間定時制｝（宮城野区）
- 石巻市立桜坂高等学校

## 私立高等学校・中等教育学校

### 仙台市
- 尚絅学院高等学校〔中学校併設、系列の幼稚園・大学あり〕
- 聖ウルスラ学院英智高等学校〔系列の幼稚園・小中学校あり〕
- 聖ドミニコ学院高等学校〔中学校併設、系列の幼稚園・小学校あり〕
- 聖和学園高等学校〔系列の幼稚園・短期大学あり〕
- 仙台育英学園高等学校
- 仙台白百合学園高等学校〔中学校併設、系列の幼稚園・小学校・大学あり〕
- 仙台城南高等学校（2013年4月に東北工業大学高等学校より改称）〔系列の大学あり〕
- 仙台大学附属明成高等学校 （2020年4月に明成高等学校より改称）〔系列の大学あり〕
- 東北高等学校〔2011年度より日本大学の提携校〕
- 東北学院高等学校〔中学校併設、系列の幼稚園・大学あり、下記の東北学院榴ケ岡高等学校とは学校法人が同じ〕
- 東北学院榴ケ岡高等学校〔系列の幼稚園・大学あり、上記の東北学院高等学校とは学校法人が同じ〕
- 東北生活文化大学高等学校〔系列の幼稚園・大学・短期大学部あり〕
- 常盤木学園高等学校
- 宮城学院高等学校〔中学校併設、系列の幼稚園・大学あり〕

### 気仙沼市
- 東陵高等学校

### 東松島市
- 日本ウェルネス宮城高等学校

### 大崎市
- 古川学園高等学校〔中学校併設〕
- 大崎中央高等学校

### 登米市
- 飛鳥未来きずな高等学校〔通信制〕

### 七ヶ宿町
- 西山学院高等学校